# Blue Monday
"Blue Monday" é uma canção do grupo inglês de rock e música eletrônica New Order, lançada como single em março de 1983. Foi incluída em edições posteriores do álbum Power, Corruption & Lies. Dois remixes da música foram lançados, anos depois: em 1988, com o nome de "Blue Monday 1988" e em 1995 como "Blue Monday-95". É considerado o single de 12 polegadas mais vendido de todos os tempos.

## Sobre a música
Com um uso extremamente inovador da caixa de ritmos Oberheim DMX e do sintetizador Moog Source, "Blue Monday" é considerada a música eletrônica mais influente de todos os tempos, tendo revolucionado o gênero. Foi a primeira música eletrônica britânica a apresentar influência nítida da cena Dance music de Nova York, particularmente o trabalho de produtores como Arthur Baker (que em 1984, colaborou na produção dos singles "Confusion" e "Thieves Like Us" do New Order). 
"Blue Monday" também foi bastante influenciada pelas músicas "Uranium" do Kraftwerk, "You Make Me Feel (Mighty Real)" de Sylvester James e "Dirty Talk" de Klein + MBO.

## Faixas do Single
| N.º | Título        | Compositor(es)                                              | Duração |  |
| 1.  | "Blue Monday" | Gillian Gilbert, Peter Hook, Stephen Morris, Bernard Sumner | 7:29    |  |
| 2.  | "The Beach"   |                                                             | 7:19    |  |

### Blue Monday 1988

#### Vinil 12 polegadas
1. "Blue Monday 1988 [12 pol.]" (7:09)
2. "Beach Buggy" [12 pol.] (6:52)

#### Vinil 7 polegadas
1. "Blue Monday 1988 [7 pol.]" (4:09)
2. "Beach Buggy [7 pol.]" (4:18)[5]

#### CD Single
1. "Blue Monday 1988 [12 pol.]" (7:09)
2. "Beach Buggy" [12 pol.] (6:52)
3. "Blue Monday 1988 [7 pol.]" (4:09)

### Blue Monday-95

#### CD Single
1. "Blue Monday-95 (Plutone Mix)" (6:29)
2. "Blue Monday-95 (Starwash Mix)" (5:38)
3. "Blue Monday (Original 12 pol.)" (7:26)
4. "Blue Monday-95 (Hardfloor Dub)" (8:15)[6]

## Recepção e crítica
"Blue Monday" alcançou em 1983 o 5º lugar na parada de Dance Music/Club Play Singles da Billboard. No Reino Unido a música chegou ao 9º lugar, ficando 21 semanas na parada principal. O remix "Blue Monday 1988" alcançou o 1º lugar na parada de Dance Music/Club Play Singles da Billboard, e o 68º lugar na Billboard Hot 100. Este remix de 1988 chegou ao 3º lugar no Reino Unido, passando 11 semanas na parada.
Em 2003, a Revista Q colocou Blue Monday na posição de número #9 em sua lista das "100 canções que mudaram o mundo".
Em 2010, O jornal britânico "The Guardian" considerou a música como o 12º evento chave na história da dance music.
Em 2012, a revista britânica NME elegeu "Blue Monday" como a melhor música dos anos 80.

## Presença na Mídia
"Blue Monday" aparece na trilha sonora dos filmes Desconhecido, Atômica, Afinado no Amor, Matador de Aluguel, Com as Próprias Mãos, A Festa Nunca Termina, Jogador nº 1, Eu Ainda Sei o que Vocês Fizeram no Verão Passado, Mulher Maravilha 84. Também é presente nos seriados Charmed, Mission Hill e outros. 
A música também aparece nos vídeogames Grand Theft Auto: Vice City Stories, Rock Band 3, Forza Horizon e FIFA Football 2005 e no trailer de Call of Duty: Black Ops Cold War.

## Outras versões
"Blue Monday" foi sampleada por Kylie Minogue em "Can't Get Blue Monday Out of My Head", Rihanna em "Shut Up and Drive", Unkle em "Intro (Optional)", M.I.A. em "20 Dollar", entre outros. Artistas que interpretaram a música foram: Orgy, Quincy Jones, Nouvelle Vague, Tanghetto, Gregorian, Kurd Maverick, entre outros.